# Bredicot
Bredicot – wieś i civil parish w Anglii, w Worcestershire, w dystrykcie Wychavon. W 2001 civil parish liczyła 20 mieszkańców. Bredicot jest wspomniana w Domesday Book (1086) jako Bradecote.